# Sammlung Volk und Buch
Die Sammlung „Volk und Buch“ ist eine deutschsprachige geographische Buchreihe, die seit 1952 bis 1954 (mit späteren Neuauflagen) in Leipzig im Bibliographischen Institut und im VEB F. A. Brockhaus Verlag erschien. Sie umfasst ein gutes Dutzend Bände und enthält Werke zur Entdeckungsgeschichte, ältere und neuere Reisewerke in volksnaher Umarbeitung sowie tierkundliche Werke mit in ihren Einführungen sozialistischem Outfit der späten Stalin-Ära. Die folgende Übersicht erhebt keinen Anspruch auf Aktualität oder Vollständigkeit:

## Bände
- Hanhai. Von Kuldscha über den Tianschan und zum Lob-nor. Prževalʹskij, Nikolaj Michajlovič. - Leipzig : Bibliograph. Institut, 1952
- Das Elefantenbuch. Bauer, Hans. - Leipzig : Bibliograph. Inst., 1952
- Die Grundlagen des Alpinismus. Ein Leitfaden des Bergsteigens. Abalakov, Vitalij M. - Leipzig : Bibliograph. Inst., 1952
- Eine Reise um die Welt. Langsdorff, Georg Heinrich von. - Leipzig : Bibliograph. Inst., 1952, 2. Aufl.
- Der weiße Weg. Forscher erobern die Arktis. Förster, Hans Albert. - Leipzig : Bibliographisches Inst., 1952
- Auf den Gletschern und Gipfeln Mittelasiens. Expeditionen in den 1920er, 1930er und 1940er Jahren. Zatulovskij, David M.. - Leipzig : Bibliograph. Institut, 1953
- Auf Schlitten, Boot und Rentierrücken. Middendorff, Alexander Theodor von. Bearbeitet und herausgegeben von Gerolf Alschner. - Leipzig : Brockhaus, 1953
- Bis zum Gipfel der Welt. Vom Montblanc zum Mount Everest. Förster, Hans Albert. - Leipzig : Brockhaus, 1953
- Über die Anden zum Amazonas. Poeppig, Eduard. - Leipzig : Brockhaus, 1953
- Vom Ursprung der Dinge. Lips, Julius. - Leipzig : Bibliographisches Institut, 1953
- Das Buch vom Pferde. Bauer, Hans. - Leipzig : Brockhaus, 1953
- Der hohe Pol. Die Entdeckungsgeschichte der Terra Australis. Förster, Hans Albert. - Leipzig : Brockhaus, 1953
- In das Land der wilden Kamele : Von Kjachta zu den Quellen des Gelben Flusses, die Erforschung des nördlichen Randgebietes von Tibet und der Weg über den Lob-nor durch das Tarimbecken. Prževalʹskij, Nikolaj Michajlovič. - Leipzig : Brockhaus, 1954.
- Tiere sind ganz anders: Die Grenze zwischen Tier- und Menschenwelt. Bauer, Hans. - Leipzig : Brockhaus, 1954